# Stiriodes demo
Stiriodes demo är en fjärilsart som beskrevs av Druce 1889. Stiriodes demo ingår i släktet Stiriodes och familjen nattflyn. Inga underarter finns listade i Catalogue of Life.